# 布赖恩·霍顿·霍奇森
布赖恩·霍顿·霍奇森（Brian Houghton Hodgson，1800年2月1日—1894年5月23日）是英国一名行政官员、民族学家、博物学家。
霍奇森出生于柴郡普雷斯特伯里的一个乡村绅士家庭。1816年他获得了不列颠东印度公司的一个文员职务，在黑利伯里通过培训后于1818年被派往印度，在库马盎短暂担任助理委员后，于1820年被任命为驻加德满都特派代表的助理。1823年，霍奇森被任命为加尔各答外交部副部长，但因健康问题于次年辞职回到了尼泊尔。霍奇森在工作期间，致力于收集佛教相关的梵文写本、自然标本和文物。截止1839年，他为孟加拉亚洲协会的议事录贡献了89篇论文，其中对土著部落的民族调查成果显著。1833年，霍奇森成为英国驻尼泊尔的特派代表。1843年，因与印度总督埃伦伯勒勋爵不和而被召回，霍奇森随后辞去职务回到英国。
1845年，霍奇森回到印度，定居大吉岭，全身心投入研究工作，成为佛教和喜马拉雅山地区生物学研究的权威。1858年回到英国，霍奇森先后住在柴郡和格洛斯特郡，主要从事学术研究工作。